# سیل ۱۳۳۳ خرمشهر
سیل خرمشهر (۱۳۳۳) سیلی بود که در ۲ خرداد ۱۳۳۳ خورشیدی (۲۳ مه ۱۹۵۴ میلادی) و در اثر طغیان و بالا آمدن آب در رودهای فرات و دجله روی داد. در این سیلاب ۲۴ دهکده و همچنین راه‌آهن خرمشهر-اهواز ویران شد.